# Jan Pinkava
Jan Pinkava, né à Prague le 21 juin 1963, est un réalisateur, scénariste et producteur tchéco-britannique.

## Biographie
Jan Pinkava est le fils de Václav Jaroslav Karel Pinkava, psychologue, mathématicien nouvelliste et poète tchèque, connu sous le pseudonyme Jan Křesadlo. Il s'intéresse assez tôt au cinéma et à l'animation, mais il est assez vite conscient de la difficulté du monde de l'animation, qui demande « la ténacité d'un Sisyphe et la patience d'un saint » de son propre aveu[réf. nécessaire]. Très tôt attiré par le monde de l'informatique, il effectue des études d'ingénierie informatique et robotique au pays de Galles, tout en restant proche[pas clair] de l'infographie. 
Il fait ses armes à Digital Pictures Ltd, un studio londonien, où il réalise des spots télévisuels, et il envoie sa candidature à Pixar. Il y est engagé sur le premier long métrage de la firme, Toy Story. Tout de suite après, ses talents de réalisateur ayant été remarqués par John Lasseter, il réalise le court-métrage Le Joueur d'échecs (Geri's Game) en 1997, qui met en scène un vieillard esseulé se dédoublant pour jouer aux échecs. Ce court-métrage est récompensé par l'Oscar du meilleur court-métrage d'animation en 1998.
Il est initialement pressenti pour réaliser le huitième long métrage d'animation des studios Pixar, Ratatouille, mais c'est finalement Brad Bird, le réalisateur des Indestructibles et du Géant de fer, qui est chargé de réaliser le film, Pinkava étant crédité comme co-réalisateur. Au moment où il est remplacé, Pinkava a écrit les lignes directrices du scénario et inventé les principaux personnages et décors du film. Il est d'ailleurs nommé, aux côtés de Jim Capobianco et Brad Bird, pour l'Oscar du meilleur scénario original.
Après cette longue période chez Pixar, il rejoint les studios Laika où il est pressenti pour la réalisation et l’écriture d’une série de courts-métrages. Mais ses propositions furent refusées, ce qui poussera Jan à démissionner.
Deux ans après cette baisse de moral, il participa au développement de Google Spotlight Stories, où il a été choisi comme directeur de la création. Il exerça ce poste sur Duet (réalisé, animé et écrit par Glen Keane) et sur Pearl(réalisé et écrit par Patrick Osborne). Ces deux courts-métrages décrocheront chacun une nomination pour l’Oscar du meilleur court-métrage d’animation. Il continuera à exercer le même poste, mais avec celui de producteur exécutif sur Help, On Ice, Special Delivery, Rain or Shine, Age Of Sail, Son Of the Jaguar et Back to the Moon.
Cependant, il revient à l’écriture de scénario sur Windy Day et sur Buggy Night, ainsi que sur la réalisation sur Windy Day et Piggy. Il a créé ces films avec le scénariste Mark Oftedal. Ce dernier a également été storyboardeur-animateur superviseur sur On Ice, animateur superviseur-character designer sur Windy Day et animateur superviseur sur Piggy.

## Filmographie

### Réalisateur
- 1997 : Le Joueur d'échecs (Geri's Game) (court-métrage)
- 2007 : Ratatouille (coréalisateur) avec Brad Bird
- 2013 : Windy Day (court-métrage)
- 2018 : Piggy (court-métrage) avec Mark Oftedal

### Scénariste
- 1997 : Le Joueur d'échecs (court-métrage)
- 2007 : Ratatouille histoire originale, scénario coécrit avec Brad Bird et Jim Capobianco
- 2013 : Windy Day (court-métrage) avec Doug Sweetland et Mark Oftedal
- 2014 : Buggy Night (court-métrage) avec Mark Oftedal

### Producteur
- 2011 : The Company of Thieves (court-métrage)
- 2015 : Special Delivery (court-métrage)
- 2015 : On Ice (court-métrage)
- 2015 : Help (court-métrage)

### Animateur
- 1997 : Le Joueur d'échecs (court-métrage)
- 1998 : 1 001 pattes
- 1999 : Toy Story 2
- 2001 : Monstres et Cie